# The Dancin' Fool
The Dancin' Fool is een Amerikaanse filmkomedie uit 1920 onder regie van Sam Wood. 

## Verhaal
Sylvester Tibble is een simpele boerenzoon die in New York komt werken in de zaak van zijn oom Enoch. Hij verdient 's avonds bij door te dansen in een jazzcabaret. Op die manier leert hij zijn vriendin June Budd kennen. Hij slaagt er bovendien in om de zaak van zijn oom uit het slop te halen.

## Rolverdeling
| Acteur             | Personage        |
| ------------------ | ---------------- |
| Wallace Reid       | Sylvester Tibble |
| Bebe Daniels       | Junie Budd       |
| Raymond Hatton     | Enoch Jones      |
| Willis Marks       | Tim Meeks        |
| George B. Williams | McGammon         |
| Lillian Leighton   | Ma Budd          |
| Carlos San Martín  | Elkus            |
| William H. Brown   | Gabby Gaines     |
| Tully Marshall     | Charle Harkins   |
| Ruth Ashby         | Dorothy Harkins  |
| Ernest Joy         | Tom Reed         |